# James Forbes (basket-ball)
Pour les articles homonymes, voir Forbes (homonymie).
James Frobes, dit Jim, né le 18 juillet 1952 à Fort Rucker, en Alabama et mort le 21 janvier 2022 à El Paso (Texas), est un ancien joueur et entraîneur américain de basket-ball. Il évolue au poste d'ailier fort.

## Palmarès
- Finaliste des Jeux olympiques 1972